# Manus Boonjumnong
Manus Boonjumnong est un boxeur thaïlandais né le 23 juin 1980 à Ratchaburi.

## Carrière
Il devient champion olympique dans la catégorie super légers aux Jeux d'Athènes en 2004 après sa victoire en finale contre le Cubain Yudel Johnson. Boonjumnong remporte également au cours de sa carrière amateur la médaille d'argent aux Jeux olympiques de Pékin en 2008, la médaille d'or aux Jeux asiatiques de Doha en 2006 et la médaille de bronze aux championnats du monde de Bangkok en 2003 toujours en super-légers.

## Parcours auxJeux olympiques
Jeux olympiques d'été de 2004 à Athènes (poids super-légers) :
- Bat Spyridon Ioannidis (Grèce) 28-16
- Bat Romeo Brin (Philippines) 29-15
- Bat Willy Blain (France) 20-8
- Bat Ionut Gheorghe (Roumanie) 30-9
- Bat Yudel Johnson (Cuba) 17-11

 Jeux olympiques d'été de 2008 à Pékin (poids super-légers) :
- Bat Masatsugu Kawachi (Japon) 8-1
- Bat Serik Sapiyev (Kazakhstan) 7-5
- Bat Roniel Iglesias Sotolongo (Cuba) 10-5
- Perd contre Manuel Félix Díaz (République Dominicaine) 12-4